# Elizabeth C. Crosby

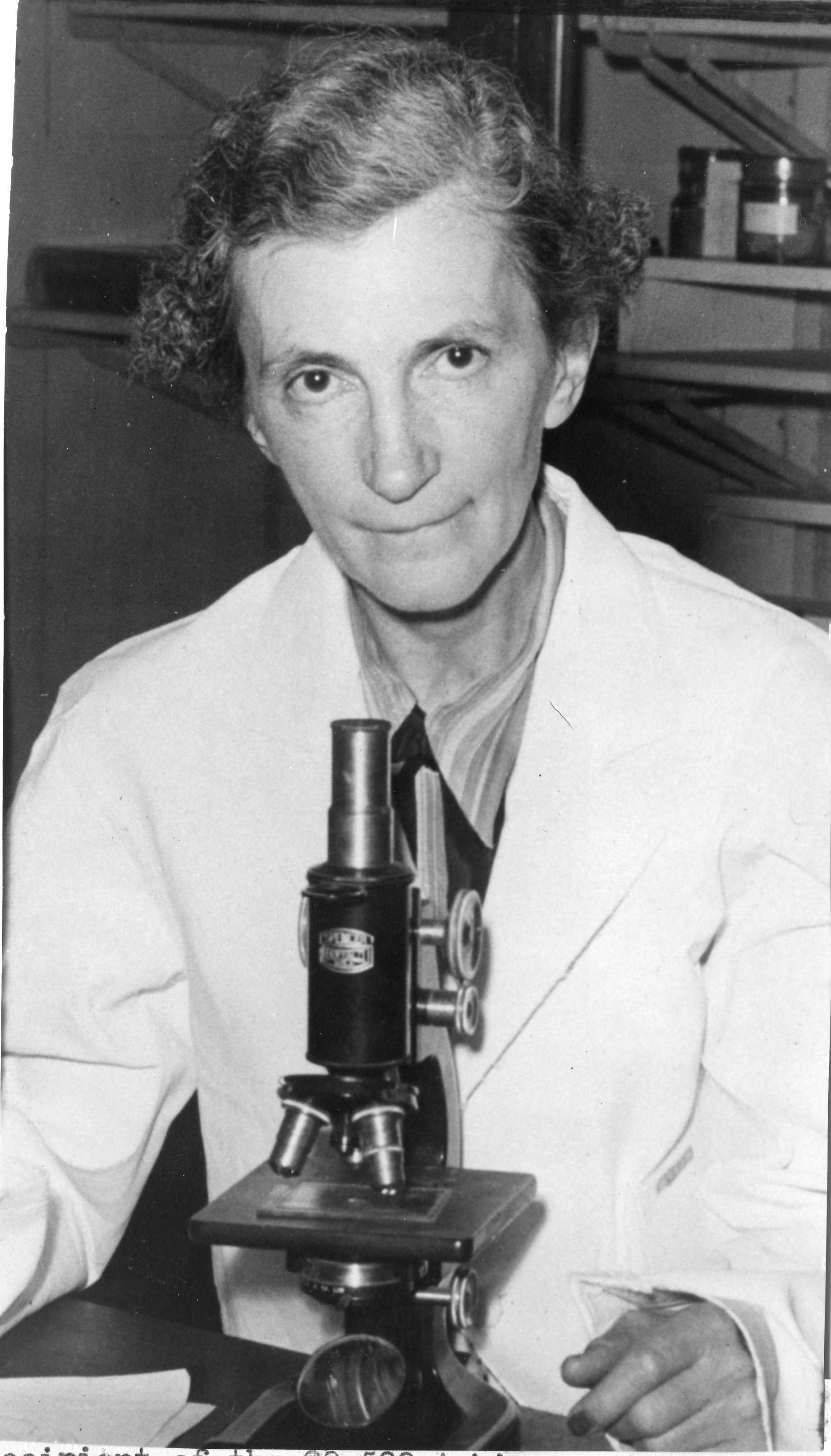
Elizabeth Crosby

 Elizabeth Caroline Crosby (* 25. Oktober 1888 in Petersburg (Michigan); † 28. Juli 1983) war eine US-amerikanische Neuroanatomin.

## Leben
Crosby studierte Mathematik am Adrian College mit dem Bachelor-Abschluss 1910 und Naturwissenschaften an der University of Chicago mit dem Master-Abschluss in Biologie 1912 und der Promotion in Anatomie 1915 bei Charles Judson Herrick (1868–1960) (Dissertation: The Forebrain of Alligator Mississippiensis), wofür sie ein Stipendium erhalten hatte. 1916 kehrte sie in ihre Heimat zurück, um ihre alternde Mutter zu pflegen, und war Lehrerin für Latein, Zoologie und Mathematik an der lokalen High School, wobei sie 1916 zum Principal der Schule aufstieg und 1918 in die Schulaufsicht. Nach dem Tod der Mutter nahm sie ihre Karriere als Anatomin wieder auf. Ab 1920 lehrte sie an der University of Michigan im Fachbereich Anatomie (Leitung G. Carl Huber, Gotthelf Carl Huber [1865–1934]) unter anderem Neuroanatomie und Histologie. 1923 studierte sie bei dem Neuroanatomen Cornelius Ubbo Ariëns Kappers in Amsterdam. 1936 erhielt sie (als erste Frau an der dortigen Medizinischen Fakultät) eine volle Professur an der University of Michigan, deren Faculty Achievement Award sie 1956 erhielt. Nachdem sie 1939 zu einem Sabbatjahr in Aberdeen bei Robert Douglas Lockhart (1894–1987) war, musste sie wegen des Ausbruchs des Zweiten Weltkriegs unbeabsichtigt bis 1941 dort bleiben. 1963 wurde sie an der University of Michigan emeritiert und wechselte an die University of Alabama in Birmingham als Emeritus-Professor für Anatomie.
Neben vergleichender Neuroanatomie war sie auch anatomische Assistentin bei vielen Hirnoperationen. An der Universität war sie auch für herausragende Lehre bekannt.
Sie war wesentlich an der englischen Ausgabe der Monographie über vergleichende Neuroanatomie von Kappers beteiligt (erschienen 1936) und arbeitete an der University of Alabama an einer eigenen Monographie über vergleichende Neuroanatomie, von dem der Band über das Endhirn (Telencephalon) erschien.
1979 erhielt sie die National Medal of Science und 1972 den Henry Gray Award der American Association of Anatomists. 1946 hielt sie die Henry Russell Lecture an der University of Michigan und 1970 wurde sie dort Ehrendoktor.

## Schriften
- mit Herrick: A Laboratory Outline of Neurology. Philadelphia: W.B. Saunders Company, 1918.
- mit Kappers u. a.: The Comparative Anatomy of the Nervous System of Vertebrates, Including Man. New York: MacMillan, 1936.
- mit H.N. Schnitzlein. Comparative Correlative Neuroanatomy of the Vertebrate Telencephalon. New York: MacMillan, 1982.
- mit anderen: Correlative Anatomy of the Nervous System. New York: MacMillan, 1962.